# Хауи, Хью
Хью Хауи (англ. Hugh Howey; род. 23 июня 1975, Шарлотт, Северная Каролина) — американский писатель. В первую очередь известен как автор научно-фантастической книжной серии «Укрытие».

## Биография
Родился 23 июня 1975 года в пригороде города Шарлотт, Северная Каролина, США. Своё детство провёл в округе Юнион. Рано женился, в возрасте двадцати лет развёлся. Зарабатывал на жизнь ремонтом компьютеров, в 1995 году переехал в Чарлстон.
Найдя работу в книжном магазине, начал изучать физику в Чарлстонском колледже. В этот период своей жизни приобрёл лодку, в которой и жил. На первом курсе записался на курс английской филологии, который вёл профессор Деннис Голсбери, который убедил Хью изменить специализацию в пользу английского языка и литературы. Оставил учёбу в колледже и в 1998 году поплыл на своей лодке на Багамы, где работал капитаном яхты. Снова вернулся к учёбе в колледже, но в 2000 году вновь бросил учёбу, найдя работу на борту нью-йоркского судна.
Второй раз женившись, переехал в Виргинию, где его новая жена получала докторскую степень по психологии. Впоследствии она начала преподавать в Университете Аппалачи, а Хью, найдя работу в книжном магазине, в свободное время начал писать. В 2011 году писатель начал свою самую успешную научно-фантастическую книжную серию «Бункер», рассказывающую о тоталитарном обществе, живущем в подземном бункере. По состоянию на середину 2023 года цикл насчитывает около десятка произведений.
В середине 2015 года Хауи отказался от своего дома во Флориде и переехал в Сент-Фрэнсис-Бей, Восточно-Капская провинция, Южная Африка. Он заказал строительство парусного катамарана, на котором совершил кругосветное путешествие от Кейптауна до Австралии. В ноябре 2022 года Хауи женился в третий раз на пилоте и бывшей модели Шей Лондре. Живёт в Нью-Йорке.
Ряд произведений автора переведены на русский язык и изданы.
В 2023 году по мотивам серии «Укрытие» на платформе Apple TV+ вышел одноимённый сериал.
В ноябре 2023 года состоялась премьера первого сезона сериала «Маяк 23» (Beacon 23) по мотивам романа Хью Хауи с одноимённым названием.

### Укрытие (Бункер)

#### Романы
- Иллюзия (англ. Wool, 2012)
- Смена (англ. Shift, 2012)
- Пыль (англ. Dust, 2013)

#### Рассказы
- Вот-вот (англ. In the Air, 2014)
- Под горой (англ. In the Mountains, 2014)
- В лесу (англ. In the Woods, 2015)

### Песчаные хроники
- Песок (англ. Sand, 2014)
- Через пески (англ. Sand, 2022)